# Unterm Busch
Unterm Busch ist eine Ortschaft in Radevormwald im Oberbergischen Kreis im nordrhein-westfälischen Regierungsbezirk Köln in Deutschland.

## Lage und Beschreibung
Der Ort liegt im Norden des Stadtgebiets. Die Nachbarorte sind Önkfeld, Im Kamp, Fuhr, Ümminghausen und Oberönkfeld. Im Nordosten von Unterm Busch fließt der Brunsbach vorbei, der in seinem weiteren Verlauf mit dem Eistringhauser Bach verschmilzt und in der Uelfe mündet. Am westlichen Ortsrand entspringt der Untermbuschbach, ein Nebengewässer des Brunsbaches.
Politisch wird der Ort durch den Direktkandidaten des Wahlbezirks 170 im Rat der Stadt Radevormwald vertreten.

## Geschichte
Eine Aufstellung über kriegsbedingte Zerstörungen des Dreißigjährigen Krieges in Radevormwald aus den Jahren 1655 und 1656 verzeichnet für die Anwesen in Unterm Busch den Status „fast alle“ zerstört oder „wuest“ gelegen.
1715 wird der Hof auf der Topographia Ducatus Montani mit „unterm busch“ aufgeführt. Die Topographische Aufnahme der Rheinlande von 1825 zeigt den Ort mit der Bezeichnung „Busch“. Die Preußische Uraufnahme von 1840 bis 1844 und folgende Karten verwenden den Namen Unterm Busch.